# IK Frej
IK Frej is een Zweedse voetbalclub uit Täby kyrkby, een dorp even buiten Stockholm. De club werd in 1968 opgericht. In 2011 speelde de ploeg voor het eerst in de historie in de Division 1, het derde niveau. Drie jaar later mocht Frej aantreden in de play-offs voor promotie tegen de toenmalige nummer 13 van de Superettan, Östers IF. Het won over twee wedstrijden (3-0 thuis, 3-2 uit), waardoor het voor het eerst de stap zou maken naar de Superettan. 
Na vijf seizoenen degradeerde IK Frej uit de Superettan, het verloor van Umeå FC (1-1 uit, 2-2 thuis) in de play-offs. 